# Anna Fitziu
Anna Fitziu (Huntington, Virgínia de l'Oest, EUA, 1 d'abril de 1887 – Hollywood, Califòrnia, 20 d'abril de 1967) fou una soprano estatunidenca que va tenir una prolífica carrera d'òpera internacional durant la primera part del segle xx. Els seus papers més importants van incloure Fiora de L'amore dei tre re, Mimi de La Bohème, Nedda de Pagliacci, i els papers principals de Isabeau, Madama Butterfly i Tosca. Un cop acabada la seva carrera de cant va encetar una segona carrera, ara com a professora de cant. Entre els seus alumnes notables va destacar la cantant d'òpera Shirley Verrett.

## Primers anys

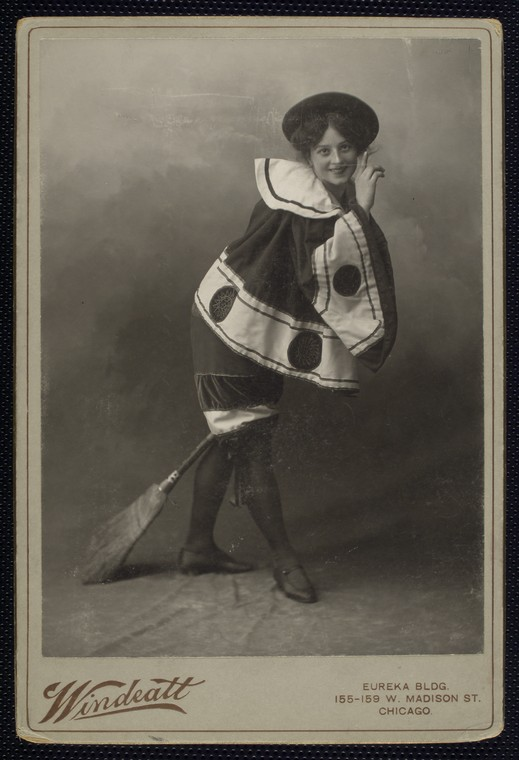
"Anna Fitzhugh" en The Wizard (El Bruixot, 1903)

Al néixer va rebre el nom i cognom Anna Powell. Va néixer a Huntington, Virgínia de l'Oest, l'1 d'abril de 1887. Va començar la seva carrera cantant en un cor i com a solista de concert a la ciutat de Nova York en 1902. A l'inici de la seva carrera es feia dir "Anna Fitzhugh", prenent el cognom d'una antiga família de Virgínia de l'Oest (William Fitzhugh va ser un delegat del Congrés Continental) amb la qual estava emparentada. Va anar a Chicago a principis de 1903 per actuar en uns papers reduïts de la comèdia musical The Wizard (El Bruixot). Va romandre a Chicago al llarg de 1904, apareixent en papers importants d'operetes i en comèdies musicals, com ara Baroness Fiddlesticks i Sergeant Brue. De 1905 a 1906 va actuar al circuit nord-americà de vodevil.

## Carrera operística
En 1906 Fitziu va anar a París, on va estudiar amb William Thorn al llarg d'alguns anys. Va adoptar el nom d'escena d'"Anna Fitziu" quan va fer el seu debut operístic en 1910 al Teatro Dal Verme de Milà, fent el paper d'Elsa a l'òpera Lohengrin de Richard WagnerLohengrin. Va romandre a Itàlia els següents cinc anys, actuant en papers principals de representacions a teatres d'òpera como ara el Teatro dell'Òpera di Roma, el Teatro San Carlo de Nàpols, el Teatro Massimo de Palerm i La Fenice de Venècia. També va fer aparicions a Espanya, al Teatre Reial de Madrid i al Gran Teatre del Liceu de Barcelona, al Palacio de Bellas Artes de la ciutat de Mèxic i al Teatro Colón de Buenos Aires.
En 1915 Fitziu li van oferir signar un contracte amb el Metropolitan Opera (MET) de Nova York. Va acceptar, fent el seu debut amb la companyia del MET fent el paper de Rosario a l'estrena mundial de l'òpera Goyescas d'Enric Granados, el 28 de gener de 1916, amb Giovanni Martinelli en el paper de Fernando, Flora Perini en el de Pepa, Giuseppe De Luca en el de Paquiro, i amb el director d'orquestra Gaetano Bavagnoli. Va ser l'única òpera que mai va representar al MET, tot i que va aparèixer en diversos Concerts del Diumenge Nit d'aquell teatre. Aquell mateix any de 1916 va ser contractada per l'Òpera de Nova Orleans.
De 1917-1919, Fitziu va ser la soprano principal de l'Associació d'Òpera de Chicago. Amb aquesta companyia va interpretar el rol principal de l'estrena mundial de Azora, the Daughter of Montezuma, d'Henry Kimball Hadley, el 26 de desembre de 1917. També va interpretar amb ella l'estrena als EUA de Loreley d'Alfredo Catalani, en 1919. Més tard va cantar amb l'Òpera Cívica de Chicago, de 1922 a 1926. En 1921 i 1926 va fer una gira pels Estats Units amb la Companyia d'Òpera San Carlo. El 6 de novembre de 1924 va cantar Mimí en La bohème a la primera actuació d'una nova companyia, la Companyia Cívica d'Òpera de Filadèlfia. Fitziu va aparèixer també en òperes al Festival Ravinia als inicis de la dècada del 1920, i a l'Òpera de l'Havana en 1924 fent Desdemona en Otello, amb Giovanni Martinelli en el paper principal masculí.

## Professora de cant i darrers anys de vida
L'any 1927 Fitziu es va retirar de l'escena després de patir una crisi nerviosa. Es va dedicar a l'escriptura per un cert temps i va arribar a publicar algunes obres curtes de ficció. Va començar a ensenyar cant a Nova York l'any 1929, en classes privades. Va continuar cantant pel que fa a la resta de la seva vida, primer a Chicago i després a Los Angeles. Entre els seus alumnes destaca la mezzosoprano Shirley Verrett.
En 1930 va ser nomenada directora de la Companyia d'Òpera de Chicago. En 1950 es va traslladar a viure a Califòrnia. Va morir allí el 20 d'abril de 1967 a Hollywood, Califòrnia, a l'edat de 80, després de caure per una escala.

## Vida personal
Va estar compromesa amb el baix operístic valencià Andrés de Segurola, en 1920, però no es van arribar a casar. Més tard Anna es va casar amb John J. Harty, qui va morir abans que ella.

## Llegat
El Museu de la Música de Barcelona conserva en el Fons Granados una fotografia d'Anna Fitziu dedicada a Amparo Gal, esposa del compositor Enric Granados. La Llibreria del Congrés dels EUA conserva també algunes fotografies de la cantant.